# To be free (嵐の曲)
『To be free』（トゥー ビー フリー）は、日本の男性アイドルグループ・嵐の通算31枚目となるシングル。2010年7月7日にジェイ・ストームから発売された。

## 概要
シングルは通常盤の1種で販売。収録曲は「To be free」1曲のみでカップリングはなく、そのオリジナル・カラオケとPV・メイキングが収録された。初回プレス盤には歌詞ブックレット（16P）が付属している。単独A面シングルでカップリングが収録されていないのは、8枚目の「ナイスな心意気」以来。シングルの通常盤にDVDが付属されているのは、2020年11月現在このシングルのみとなる。
PVは壮大で荒々しい自然をイメージ。スタジオに白砂を敷き流木などを置き、鷹や花・砂漠・滝などを流すスクリーンをバックに5人が歌う様子が収録されている。監督は、「Beautiful days」を手掛けた岡川太郎。

## メディアでの使用
「To be free」はメンバーの櫻井翔出演のアサヒ飲料『三ツ矢サイダー』CMソング。同CMには以前から櫻井が出演していたが、CMソングを手がけたのは本作が初となった。CMタイアップは嵐のシングルの表題曲としては「Everything」以来。また、怪物太郎（怪物くん）名義のメンバーの大野智ソロ曲「ユカイツーカイ怪物くん」が本シングルと同日に発売されたため、大野は同日に2枚のシングルを発売するということになった。

## チャート成績
発売前日の2010年7月6日付オリコンデイリーシングルチャートで推定売上枚数約18.0万枚を記録し首位を獲得した。同日付のデイリーチャートでは、シングルが本作と同時に発売された大野智のソロ曲「ユカイツーカイ怪物くん」が推定売上枚数約5.9万枚で2位となり、グループとソロで1位と2位を独占する結果になった。
2010年7月19日付オリコン週間シングルチャートで初登場1位を獲得した。同チャートでの1位獲得は12枚目の「PIKA★★NCHI DOUBLE」以来20作連続、通算27作目となり、20作連続での1位獲得は浜崎あゆみ（2009年3月9日付で達成）以来約1年4か月ぶり、史上5組目の記録となった。初動売上は42.6万枚となり、累計売上は52.0万枚。また、同週のチャートでは前述の「ユカイツーカイ怪物くん」が14.3万枚の売上で2位にランクインし、約9年10か月ぶりにグループ・ソロでの1位・2位独占を成し遂げた。

## 収録曲

### CD
1. To be free [3:45]
作詞：Soluna
作曲：Samuel Waermo, Octobar
編曲：Samuel Waermo, 吉岡たく
  - 櫻井翔出演 アサヒ飲料『三ツ矢サイダー』CMソング
2. To be free（オリジナル・カラオケ）

### DVD
1. 「To be free」ビデオ・クリップ+メイキング

## 収録アルバム
- Beautiful World（#1）
- 5×20 All the BEST!! 1999-2019（#1）

## 映像作品
To be free
- ARASHI 10-11 TOUR "Scene"〜君と僕の見ている風景〜 STADIUM
- ARASHI 10-11 TOUR "Scene"〜君と僕の見ている風景〜 DOME+